# Denver Spurs
Denver Spurs byl profesionální americký klub ledního hokeje, který sídlil v Denveru ve státě Colorado. V letech 1976–1977 působil v profesionální soutěži World Hockey Association. Spurs ve své poslední sezóně v WHA skončily v základní části. Své domácí zápasy odehrával v hale McNichols Sports Arena s kapacitou 15 900 diváků. Klubové barvy byly oranžová, černá a bílá.
Zanikl v roce 1976 po přestěhování frančízy z Denveru do Ottawy.

## Umístění v jednotlivých sezonách
Stručný přehled
Zdroj: 
- 1968–1974: Western Hockey League
- 1974–1975: Central Professional Hockey League (Severní divize)
- 1975–1976: World Hockey Association (Kanadská divize)

Jednotlivé ročníky
Zdroj: 
Legenda: Z - zápasy, V - výhry, VP - výhry v prodloužení, R - remízy, P - porážky, PP - porážky v prodloužení, VG - vstřelené góly, OG - obdržené góly, +/- - rozdíl skóre, B - body, KPW - Konference Prince z Walesu, CK - Campbellova konference, ZK - Západní konference, VK - Východní konference, fialové podbarvení - reorganizace, změna skupiny či soutěže
| USA / Kanada (1968 – 1976) |                       |        |    |    |    |    |    |    |     |     |     |    |        |                          |
| Sezóny                     | Liga                  | Úroveň | Z  | V  | VP | R  | PP | P  | VG  | OG  | +/- | B  | Pozice | Play-off                 |
| 1968/69                    | WHL                   | –      | 74 | 23 | –  | 7  | –  | 44 | 254 | 308 | -54 | 53 | 6.     | –                        |
| 1969/70                    | WHL                   | –      | 72 | 24 | –  | 11 | –  | 37 | 250 | 316 | -66 | 59 | 6.     | –                        |
| 1970/71                    | WHL                   | –      | 72 | 25 | –  | 16 | –  | 31 | 242 | 253 | -11 | 66 | 4.     | –                        |
| 1971/72                    | WHL                   | –      | 72 | 44 | –  | 8  | –  | 20 | 293 | 209 | +84 | 96 | 1.     | Vítěz WHL (bez play-off) |
| 1972/73                    | WHL                   | –      | 72 | 27 | –  | 13 | –  | 32 | 264 | 275 | -11 | 67 | 4.     | –                        |
| 1973/74                    | WHL                   | –      | 78 | 28 | –  | 0  | –  | 50 | 249 | 335 | -86 | 56 | 6.     | –                        |
| 1974/75                    | CHL (Severní divize)  | –      | 78 | 36 | –  | 13 | –  | 29 | 285 | 263 | +22 | 85 | 2.     | Čtvrtfinále              |
| 1975/76                    | WHA (Kanadská divize) | –      | 41 | 14 | –  | 1  | –  | 26 | 134 | 172 | -38 | 29 | 6      | –                        |